# Come ti vorrei/Chi potrà amarti
Come ti vorrei/Chi potrà amarti è il quinto singolo discografico pubblicato nel 1965 da Iva Zanicchi. È una versione in italiano del brano Cry to Me di Solomon Burke già pubblicata nel 1963 nel singolo Come ti vorrei/La nostra spiaggia.

## Tracce
Lato A
- Come ti vorrei (Cry to me) - 2:51 - (Francesco Specchia/Russel)

Lato B
- Chi potrà amarti? - 2:55 - (A.Testa/B.Martelli)

## I brani
- Come ti vorrei sarà inserito all'interno del album Iva Zanicchi, pubblicato nel novembre 1965.
- Chi potrà amarti non sarà mai inserita in un album